# Pau-quicongo
O pau-quicongo ou quicongo (Tarchonanthus camphoratus) é uma árvore de pequeno porte disseminada na África, ao sul do Sahel.

## Descrição
O quicongo pode atingir até 6 metros de altura. Os galhos e caules jovens são branco-feltro, assim como a parte inferior das folhas. A parte superior da superfície da folha é verde-oliva escuro-verde. É uma espécie dioica. As flores são geralmente presente a partir de dezembro a maio (no sul da África).

## Cultivo e usos

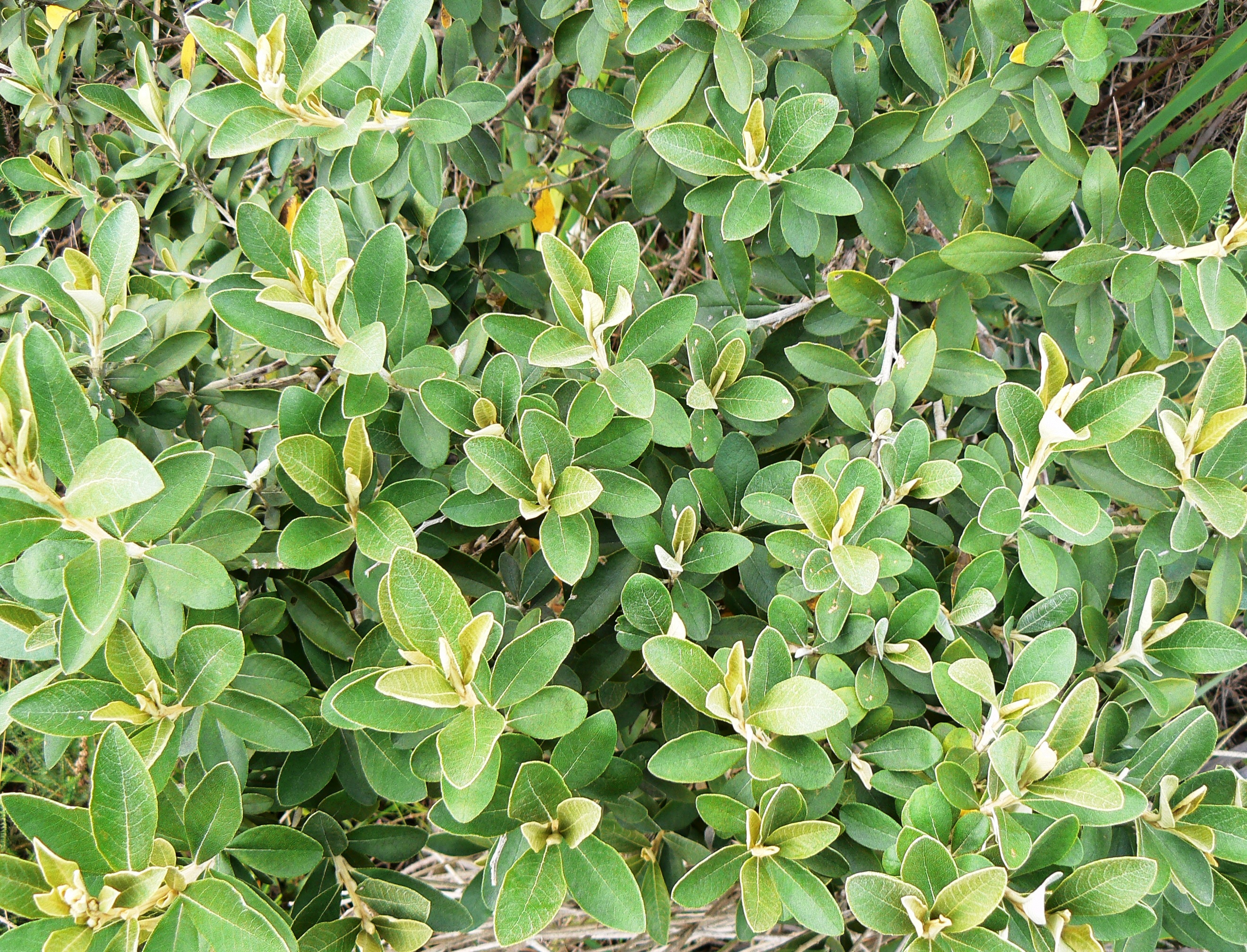
Detalhe das folhas.

A madeira do pau-quicongo é perfumada, vistosa, durável e rica em óleos aromáticos. É usado como lenha e uma fonte de carvão vegetal. Ele também é usado como um material de construção tradicional, na horticultura e no tribal fabricação de papel. É ainda uma fonte de óleos aromáticos usados como fragrâncias. Suas folhas são utilizadas em diferentes regiões da África como aroma para suas casas e pessoas.
O quicongo é também usado, sob a forma de serra, na umbanda.

## Uso medicinal
O quicongo é usado como remédio tradicional para doenças respiratórias. A espécie tem ampla variedade de locais, incluindo higiene dental.

## Galeria

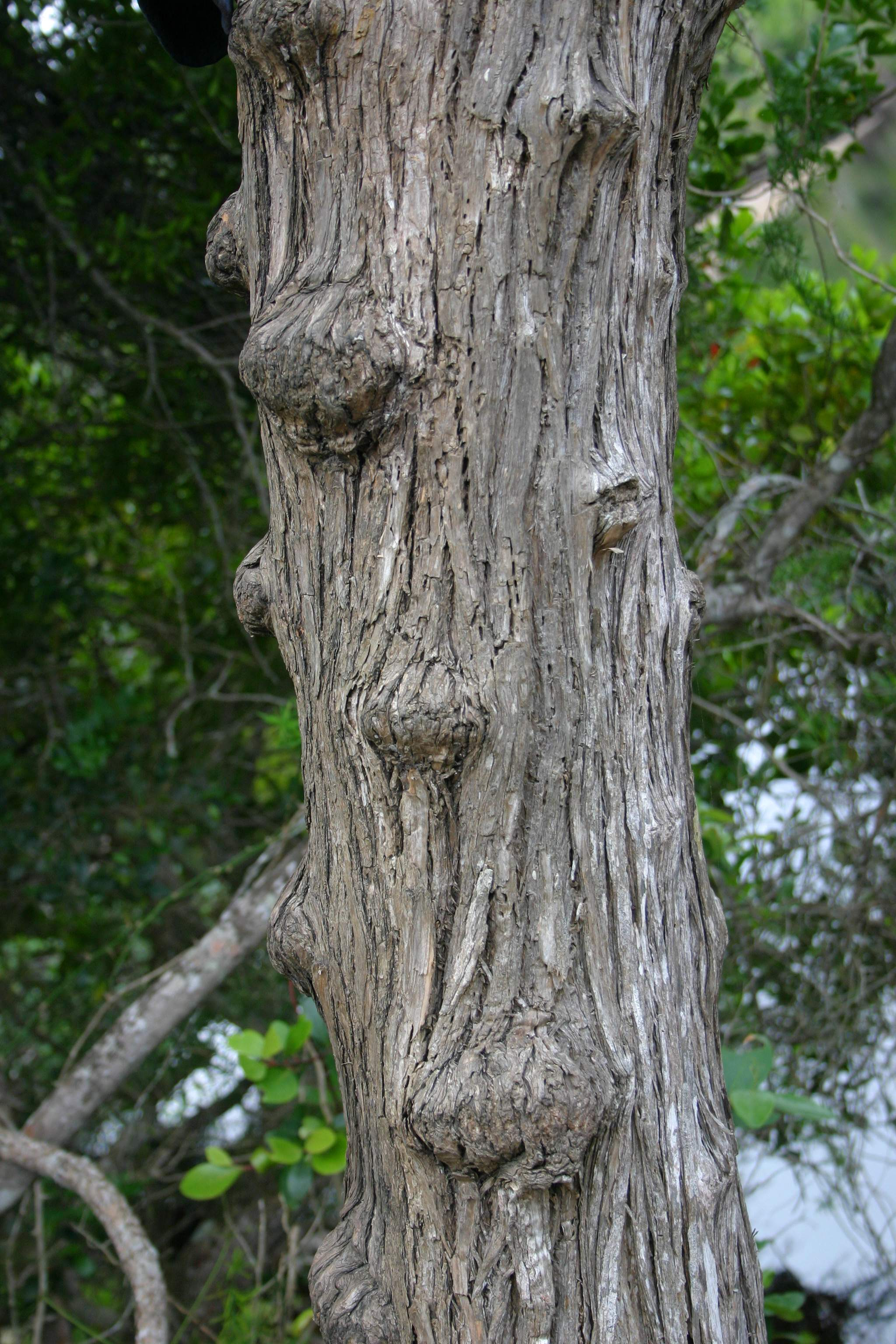
Tronco e casca
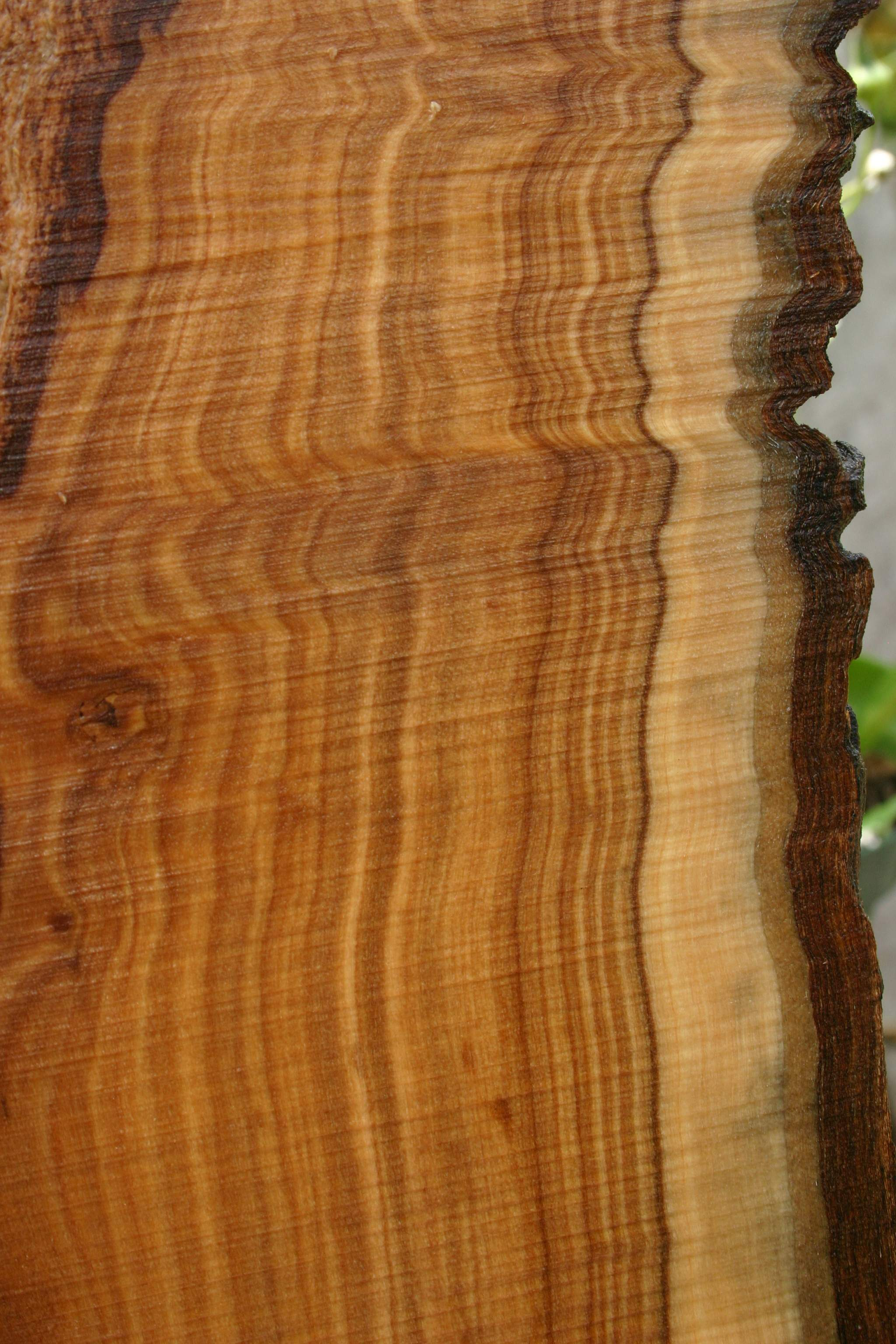
Madeira